# Silver Star (Europa-Park)
Der Silver Star [ˈsɪlvə stɑː] im Europa-Park in Rust bei Freiburg im Breisgau
ist eine Stahlachterbahn des Herstellers Bolliger & Mabillard und zusammen mit dem Schwur des Kärnan im Hansa-Park die höchste und schnellste Achterbahn Deutschlands und hinter Red Force und Shambhala (beide in PortAventura) sowie Hyperion im polnischen Energylandia die vierthöchste europäische Achterbahn.
In der Rangliste der schnellsten Achterbahnen Europas steht sie an sechster Stelle. Sie ist 73 m hoch, 127 km/h schnell und fällt somit in die Kategorie der Hyper Coaster. Während der Fahrt auf der 1620 m langen Bahn erlebt der Fahrgast eine maximale Beschleunigung von 4 g. Ebenso erlebt der Fahrgast insgesamt über 20 Sekunden eine Beschleunigung von −0,2 g; eine solche geringe Beschleunigung kommt dem Gefühl der Schwerelosigkeit sehr nahe. Der Silver Star hat drei Züge mit je 36 Sitzplätzen und erreicht so eine theoretische Kapazität von 1750 Personen pro Stunde. Die Fahrgäste müssen mindestens 11 Jahre alt und 140 Zentimeter groß sein. Für die Sitzreihe 5 ist die Mindestgröße auf 150 Zentimeter festgelegt.

## Planung und Verwirklichung
Eröffnet wurde die Bahn nach neun Monaten Bauzeit am 23. März 2002. Geplant wurde der Silver Star vom Schweizer Achterbahnhersteller Bolliger & Mabillard, in Zusammenarbeit mit der Firma Mack Rides. Dies ist insofern außergewöhnlich, als beinahe alle Fahrgeschäfte des Europaparks ausschließlich von Mack Rides geplant wurden, deren Inhaber – die Familie Mack – auch der Europapark gehört.

## Bahntyp

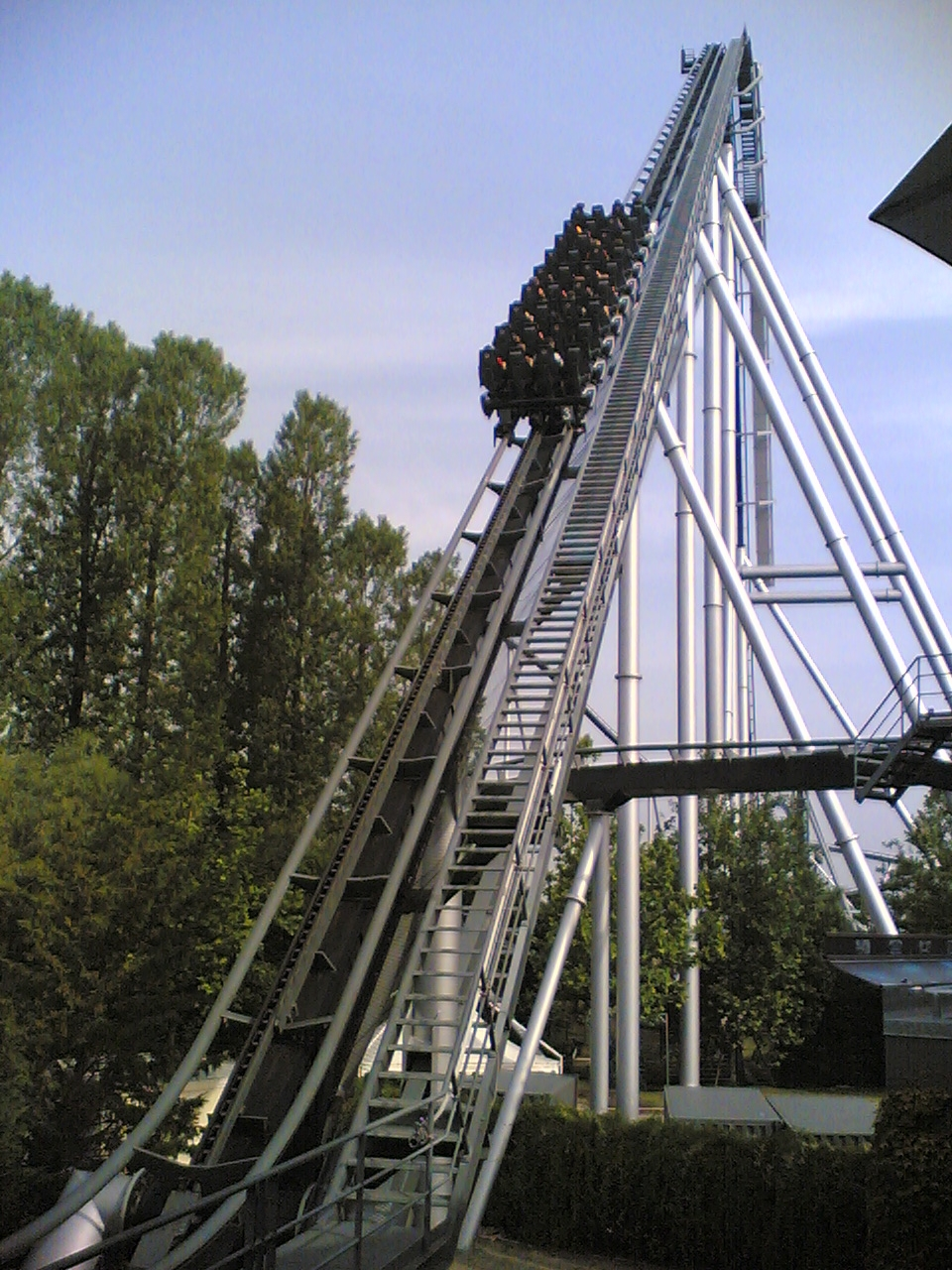
Der Lifthill des Silver Star

Der Silver Star ist ein B&M (Bolliger & Mabillard) Hyper Coaster. Charakteristisch für diesen Bahntyp sind sowohl die Züge, deren neun Wagen mit jeweils vier Sitzen nebeneinander 36 Fahrgästen Platz bieten, als auch die große Höhe und Geschwindigkeit. Ein weiteres Merkmal dieser Bahnart ist das häufige Auftreten von Schwerelosigkeit, in Fachkreisen Airtime genannt. Auf die so genannte „Ejecting Airtime“, das heißt starke negative g-Kräfte, die den Fahrgast ruckartig aus dem Sitz nach oben ziehen, wie sie bei Expedition GeForce im Plopsaland Deutschland zu finden ist, wurde bei Silver Star zugunsten der Familientauglichkeit verzichtet. Es gibt allerdings insgesamt 20 Sekunden „Floating Airtime“ (auf vier parabolischen Hügeln, einer Helix mit Drop, einer Bremse mit Drop und den First Drop verteilt), bei der ein Bereich um −0,2 g erreicht wird. Hierbei werden die Fahrgäste sanft aus dem Sitz gehoben, schweben für vier bis fünf Sekunden zwischen Sitz und Bügel und sinken dann ebenso sanft wieder zurück. Insgesamt gibt es noch 17 weitere Vertreter der Kategorie B&M Hyper Coaster, zehn davon in den USA, einer in Japan, zwei in der Volksrepublik China, einer in Spanien und drei in Kanada.

## Thematisierung
Als Sponsor beteiligte sich der Automobilhersteller Mercedes-Benz. Auf dieser Tatsache basiert auch die komplette Thematisierung, also die Gestaltung der Bahn. Der Name „Silver Star“ (dt. silberner Stern) lässt sich mit dem silbernen Mercedes-Stern, dem Markenzeichen des Herstellers, in Verbindung bringen. Die Station liegt in der oberen Ebene der Mercedes-Benz Motorhall. In diesem Gebäude befinden sich außerdem noch eine Ausstellung von Mercedes-Rennwagen, die Motorsports-Bar und der Racing-Shop. Die Warteschlange, von Fans auch Silverwalk genannt, führt die Wartenden durch die komplette Ausstellung, jedoch kann sie auch von Besuchern, die nicht mit der Achterbahn fahren möchten, besichtigt werden. Der Weg, der die Besucher zur Motorhall bringt, ist im Stil einer Rennstrecke gehalten. So befinden sich rechts und links neben dem schwarz asphaltierten Weg die typischen rot-weißen Reifenstapel.
Ab 2026 wird der Silver Star mitsamt Silver Star Hall (früher Mercedes-Benz Hall) in einen neuen Themenbereich Monaco eingegliedert.

## Fahrt
Nachdem der Zug die Station verlässt, wird er mittels eines Kettenlifts bis auf die Spitze des 73 Meter hohen Lifthills gezogen. Dort beginnt dann die eigentliche Fahrt mit dem 69° steilen First Drop. Nach zwei weiteren Hügeln folgt der „Horseshoe“, eine hufeisenförmige 180°-Kehre. Nach einem weiteren Hügel durchfährt der Zug die Blockbremse, einen kleinen Drop und eine aufwärts führende 270°-Helix. Nach einem weiteren Hügel folgt nun die S-Kurve, welche den Zug in die anschließende Schlussbremse entlässt.
Die Strecke führt im Wesentlichen einmal auf den Parkplatz des Parks, dreht im Horseshoe-Element und kehrt wieder zurück in die Station. Diese schmale Art des Layouts wird bei Achterbahnen auch „Out & Back“ genannt.

## Technische Veränderungen
2012 – Wirbelstrombremsen innerhalb des Fahrweges
Im Anstieg des zweiten Airtime-Hügels (vor dem Horseshoe), sowie im Anstieg des dritten Camelbacks (nach dem Horseshoe), gibt es bereits seit der Eröffnung der Bahn Bremsanlagen, deren Funktion es ist, die Züge abzubremsen, falls ihre Geschwindigkeit zu hoch sein sollte. Bis zum Jahr 2012 wurden Züge hier mit Klotzbremsen abgebremst. Im Jahr 2012 wurden diese Klotzbremsen durch Wirbelstrombremsen ersetzt, die die Züge mit Magnetfeldern abbremsen, wobei kein mechanischer Verschleiß entsteht. Am Ende des Fahrweges waren von Anfang an Wirbelstrombremsen eingebaut.

## Unfall
Am 11. September 2002 stürzte ein 70 Meter hoher Kran in die Achterbahn Silver Star. Mit dem Kran sollten Leuchtkörper für die Halloween-Party befestigt werden. Der Fahrer hatte, nachdem der Kran in Position gebracht worden war, den Ausleger mit dem Arbeitskorb an der Spitze probehalber ausgefahren. Dann kippte der Kran, fiel auf die Schienen des Silver Star und rutschte daran entlang zu Boden. Da der Park zum Zeitpunkt des Unfalls bereits geschlossen war, wurde außer dem Kranfahrer niemand verletzt. Ein Besucher-PKW auf dem Parkplatz wurde von dem Kran getroffen, dessen Windschutzscheibe ging zu Bruch. Die Ursache des Unfalls blieb unklar. Die Achterbahn wurde für die kommenden zwei Tage gesperrt und die Beschädigung der Schienen von Sicherheitsexperten untersucht. Dabei wurden an mehreren Stellen leichte Verformungen an den Schienen der Achterbahn festgestellt.

## Silver Star in den Medien
Die Achterbahn Silver Star wurde in der Sendung Willi wills wissen im Ersten und in der kabel-eins-Reportage Die Spaßmaschine – Hinter den Kulissen eines Freizeitparks gezeigt. Ebenfalls wurde hier für die Das Erste-Sendung Deutschland Champions das Silver Star-Quiz abgehalten. Hierzu fuhren Prominente mit dem Silver Star, während sie über eine Funkverbindung Quizfragen beantworten mussten.
In der Ausgabe der Sendung Wetten, dass..? vom 19. November 2022 fand die Außenwette auf dem Silver Star statt. Hierbei wetteten zwei Kandidaten, dass der in der letzten Zugreihe sitzende Kandidat während der Fahrt die auf den Airtime-Hügeln von seinem Partner in der ersten Reihe geworfenen Handys auffangen könnte. Mit einem gefangenen Handy in zwei Fahrrunden (zum Sieg notwendig waren drei Fänge) ging diese Wette verloren.